# 法明頓鎮區 (堪薩斯州里帕布利克縣)
法明頓鎮區（英語：Farmington Township）為美國堪薩斯州里帕布利克縣轄下的鎮區。2010年美国人口普查中此鎮區人口有61人。

## 地理
法明頓鎮區涵蓋總面積為92.9平方（35.85平方英里），其中陸地面積為92.7平方（35.79平方英里），水域面積為0.16平方（0.06平方英里）或0.17%。海拔高度469（1,539英尺）。

## 人口統計
根據2010年美國人口普查，法明頓鎮區人口有61人，其中男性有34人，女性有27人，人口密度為每平方公里0.66人，住房計39戶。鎮區內的白人有60人，非裔美國人有0人，美洲原住民有0人，亞裔美國人有0人，太平洋島裔美國人有0人，其他種族有0人，混血種族則有1人。此外鎮區內有0人為西班牙裔或拉丁裔美國人。此鎮區之年齡中位數為53.8歲，而男性年齡中位數為54歲，女性年齡中位數為52.5歲。